# Marsilea berhautii
Marsilea berhautii là một loài dương xỉ trong họ Marsileaceae. Loài này được Tardieu mô tả khoa học đầu tiên năm 1955.
Danh pháp khoa học của loài này chưa được làm sáng tỏ. 